# Leucopénie
Une leucopénie est une baisse du nombre de leucocytes totaux (c'est-à-dire de globules blancs) dans le sang (moins de 4 000 éléments/mm3 ou 4 milliards/litre).

## Terminologie
Les globules blancs étant composés en partie de granulocytes (ou polynucléaires) et de lymphocytes, suivant la lignée atteinte, on parle de :
- neutropénie ;
- lymphopénie.

Si la leucopénie est associée à une anémie ou à une thrombopénie (baisse de globules rouges ou des plaquettes), on parle alors de bicytopénie.
Si les trois lignées sont abaissées (leucopénie + anémie + thrombopénie), on parle alors de pancytopénie.
Le contraire d'une leucopénie est une hyperleucocytose.

## Causes possibles
- Toxique :
  - certains médicaments, notamment en chimiothérapie[1],[2].
- Infectieuse
- Déficit de production: maladie de moelle osseuse

- Irradiation locale ou globale avec effets avec seuil :
  - < 0,25 Sv : leucopénie réversible ;
  - 0,25  à   1 Sv : leucopénie ;
  - 4  à   5 Sv : dose mortelle.